# وزارة علي صبري الأولى
وزارة علي صبري الأولى هي الوزارة الثانية والثمانون في تاريخ مصر وتشكلت في 29 سبتمبر 1962. أعلن عن تشكيل مجلسين مجلس الرئاسة والمجلس التنفيذي (مجلس الوزراء) وكان مسمى منصب رئيس هذا المجلس هو رئيس المجلس التنفيذي، وهو ما يساوي رئيس الوزراء.:57:58

## أعضاء الحكومة
تشكيل المجلس التنفيذي
| الوزارة                        | الوزير                |
| ------------------------------ | --------------------- |
| رئيس المجلس التنفيذي           | علي صبري              |
| الحربية                        | عبد الوهاب البشري     |
| الداخلية                       | عبد العظيم فهمي       |
| الخارجية                       | محمود فوزي            |
| الخزانة والتخطيط               | عبد المنعم القيسوني   |
| الاقتصاد                       | أحمد زندو             |
| التموين                        | كمال رمزي إستينو      |
| الصناعة                        | عزيز صدقي             |
| المواصلات                      | مصطفى خليل            |
| الثاقفة والإرشاد القومي        | محمد عبد القادر حاتم  |
| الإصلاح الزراعي وإصلاح الأراضي | عبد المحسن أبو النور  |
| التربية والتعليم               | السيد محمد يوسف       |
| البحث العلمي                   | صلاح الدين هدايت      |
| التعليم العالي                 | عبد العزيز السيد      |
| العدل                          | فتحي الشرقاوي         |
| الزراعة                        | محمد نجيب حشاد        |
| الصحة                          | محمد النبوي المهندس   |
| الأشغال                        | حسن زكي               |
| الإسكان والمرافق               | أحمد محرم             |
| الأوقاف وشئون الأزهر           | محمد البهي            |
| السد العالي                    | محمد صدقي سليمان      |
| الشئون الاجتماعية              | حكمت أبو زيد          |
| العمل                          | محمد عبد اللطيف سلامة |
| الدولة للشباب                  | طلعت خيري             |
| الدولة                         | عباس رضوان            |